# Lakeside (Kumbria)
Lakeside – wieś w Anglii, w Kumbrii. Leży 68 km na południe od miasta Carlisle i 362 km na północny zachód od Londynu.